# Statue du Flotteur (Clamecy)
La statue du Flotteur est une statue en pierre localisée sur le pont de Bethléem à Clamecy, dans la Nièvre, en France. Sculptée par Robert Pouyaud en 1943, elle a été inaugurée le 14 juillet 1945, l'architecte étant Jean Avarre (architecte municipal). La statue rend hommage aux flotteurs qui travaillaient sur l'Yonne.

## Description
La statue représente un flotteur, adossé à des bûches. Coiffé d'une casquette, il tient de la main gauche un picot et porte en main droite un cadrain dans lequel il transportait son repas. Sur la face avant du piédestal est sculptée l'inscription : « Aux flotteurs de Clamecy » ainsi qu'une citation de Romain Rolland concernant les flotteurs. 
Jusqu'à 1945 se trouvait à cet emplacement le Monument à Jean Rouvet, personnage qui était considéré comme l'inventeur du flottage du bois au XVIe siècle. Ce monument avait été inauguré en 1828. Il a été réédifié plus loin, au bord de l'Yonne, et inauguré en 1949.